# Peter Merom

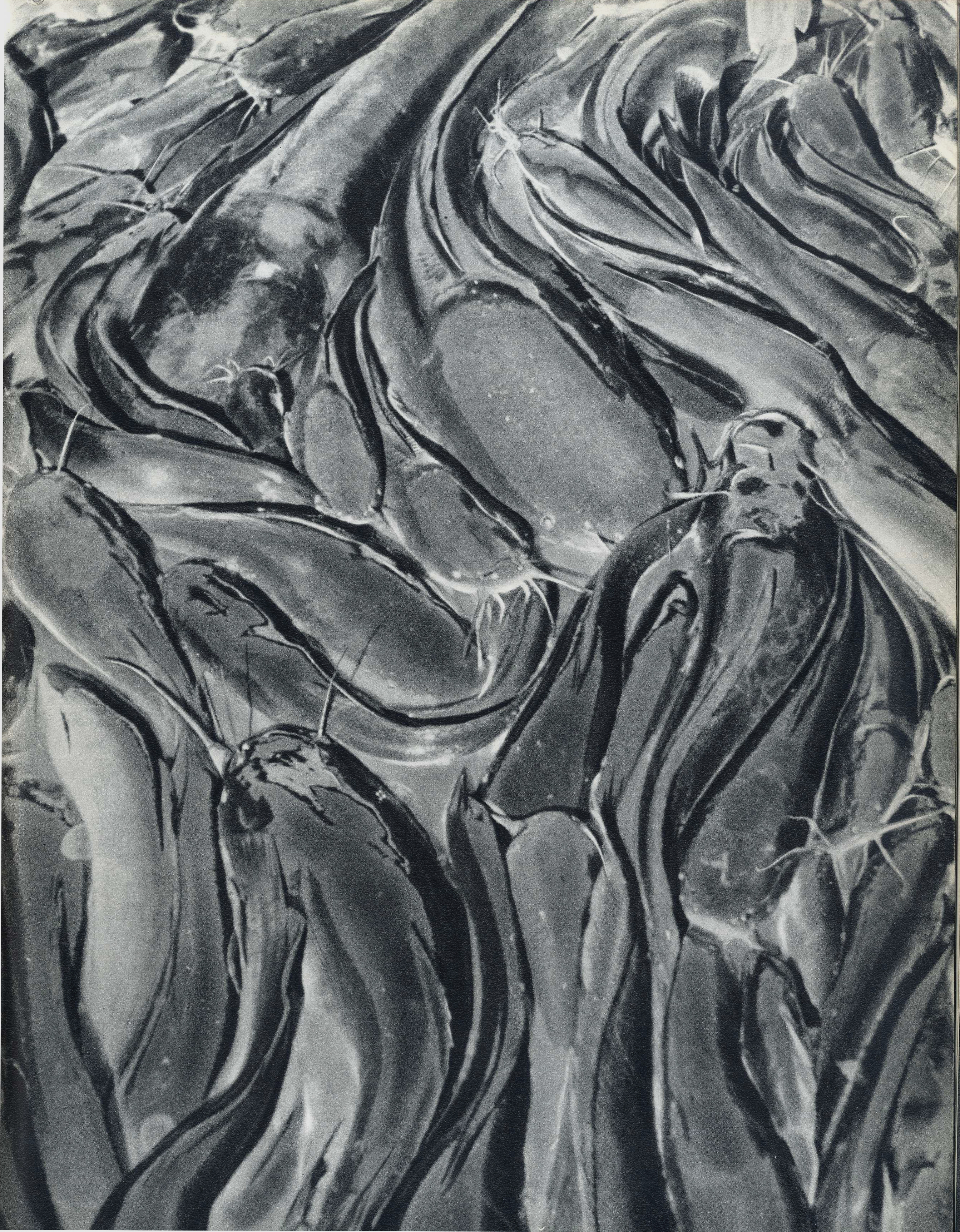
Peter Mirom: Z cyklu Píseň umírajícího jezera (Song of a Dying Lake), 1960

Peter Merom (hebrejsky: פטר מירום, narozen 1. listopadu 1919 – 20. února 2022) byl izraelský fotograf narozený v Německu. Specializoval se především na krajinářskou fotografii a krajinný detail.

## Život a dílo
Narodil se v Dolním Slezsku a v roce 1934 emigroval z Německa do britské mandátní Palestiny, kde se o čtyři roky později usadil v kibucu Chulata. V roce 1935 si koupil první kompaktní fotoaparát a začal amatérsky fotografovat. Poté, co v kibucu pracoval jako rybář, začal fotografovat Chulské jezero a následně v letech 1951 až 1958 zaznamenával jeho vysychání. První umělecké vzdělání získal jako samouk z odborné literatury, mezinárodních časopisů a fotografických ročenek. V roce 1957 pak studoval fotografování ve Francii. V Paříži pracoval v tiskárně, kde tisklo své fotografie mnoho novinářských fotografů, jako například Henri Cartier-Bresson a další fotografové. V té době pořídil sérii fotografií Píseň umírajícího jezera, kterou prezentoval na výstavě v Telavivském muzeu umění. V roce 1974 přestal pracovat jako fotograf a začal vyrábět a prodávat fotografie ze svého archivu, které byly vytištěny na překližku.
V roce 2000 obdržel od Izraelského muzea ocenění za celoživotní dílo v oblasti fotografování. V roce 2010 obdržel Izraelskou cenu za fotografii, která je udělována jednou za pět let.
Zemřel ve věku 102 let, pohřben byl v kibucu Chulata.

## Galerie

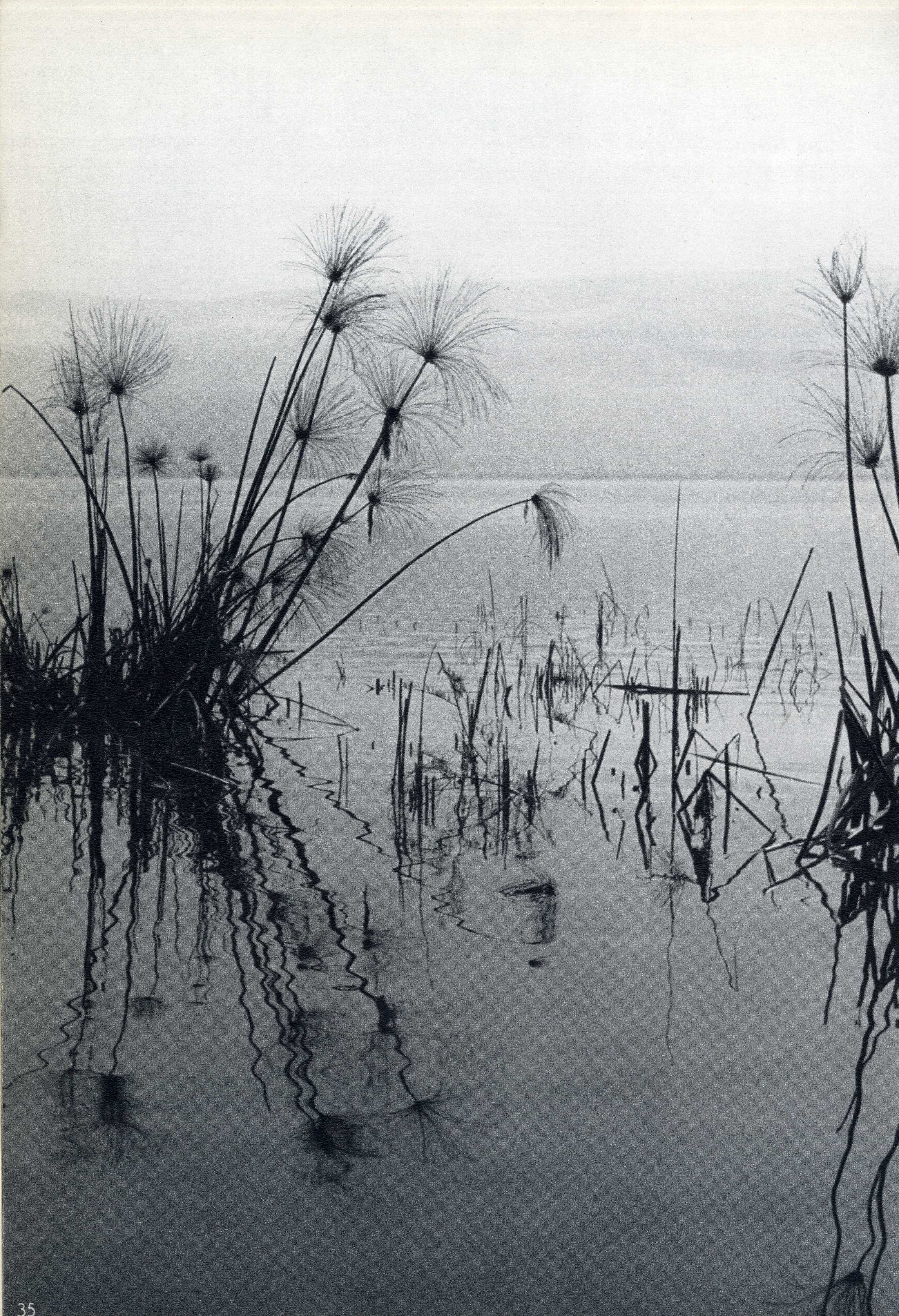
Z cyklu Píseň umírajícího jezera, 1960
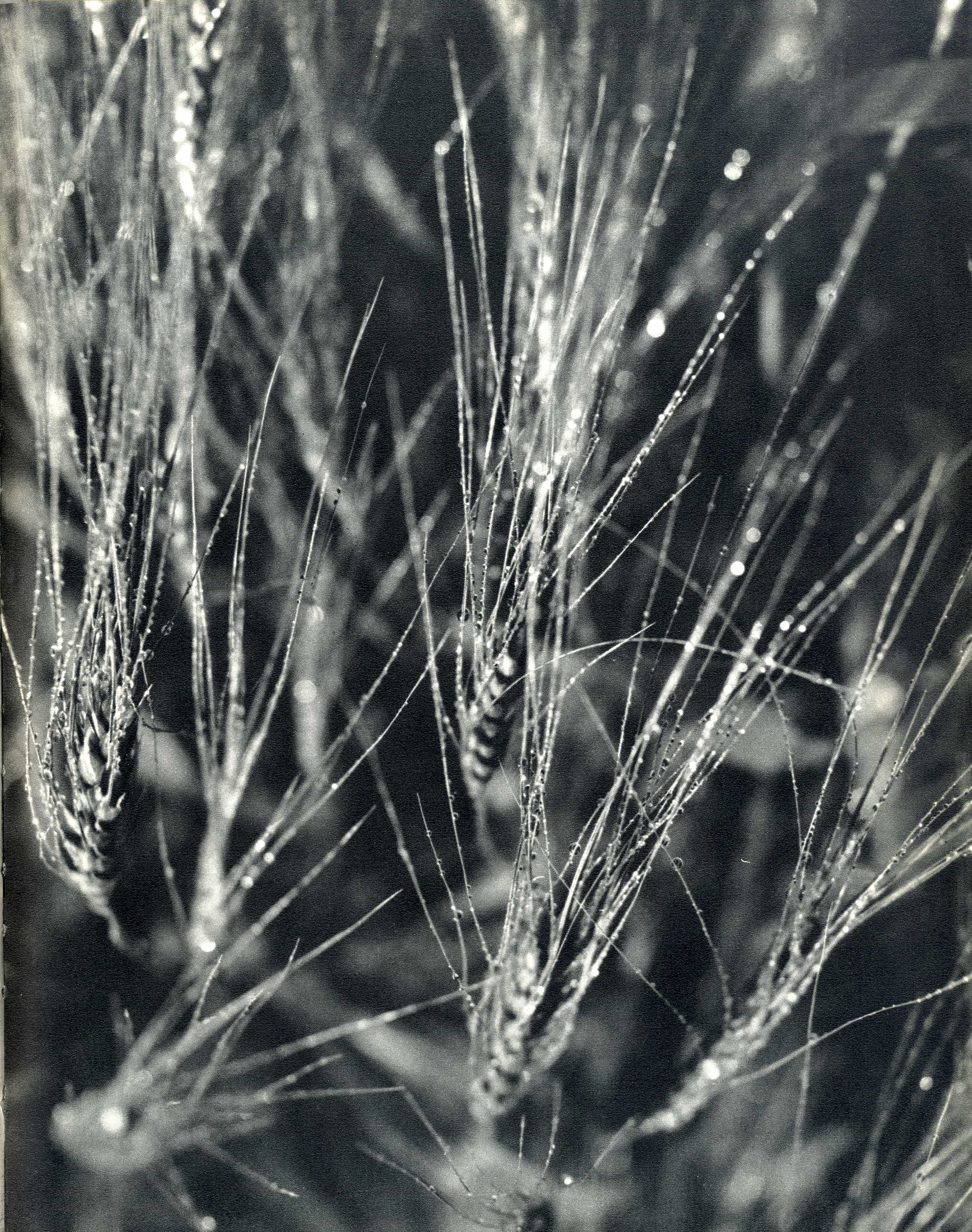
Z cyklu Píseň umírajícího jezera, 1960
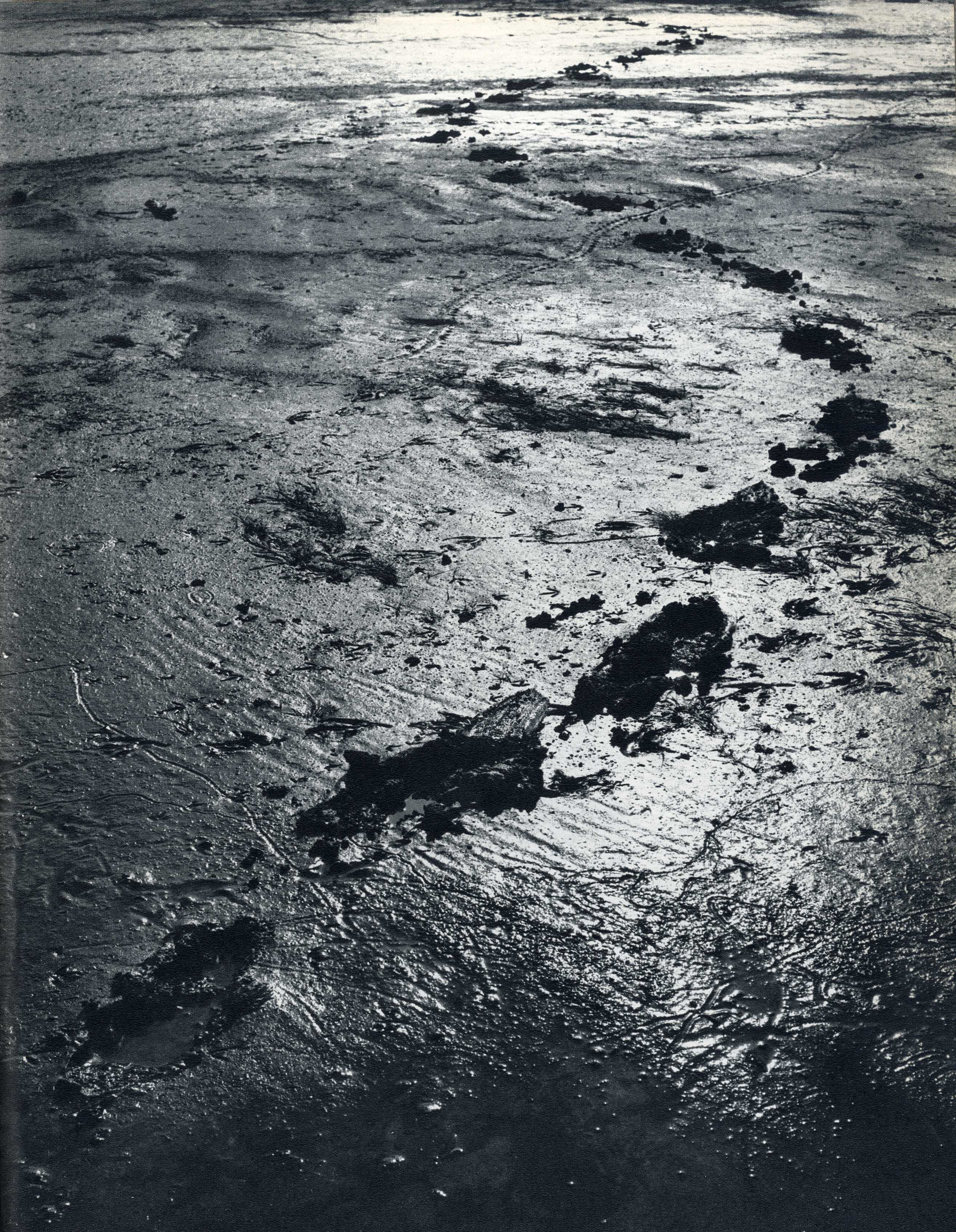
Z cyklu Píseň umírajícího jezera, 1960
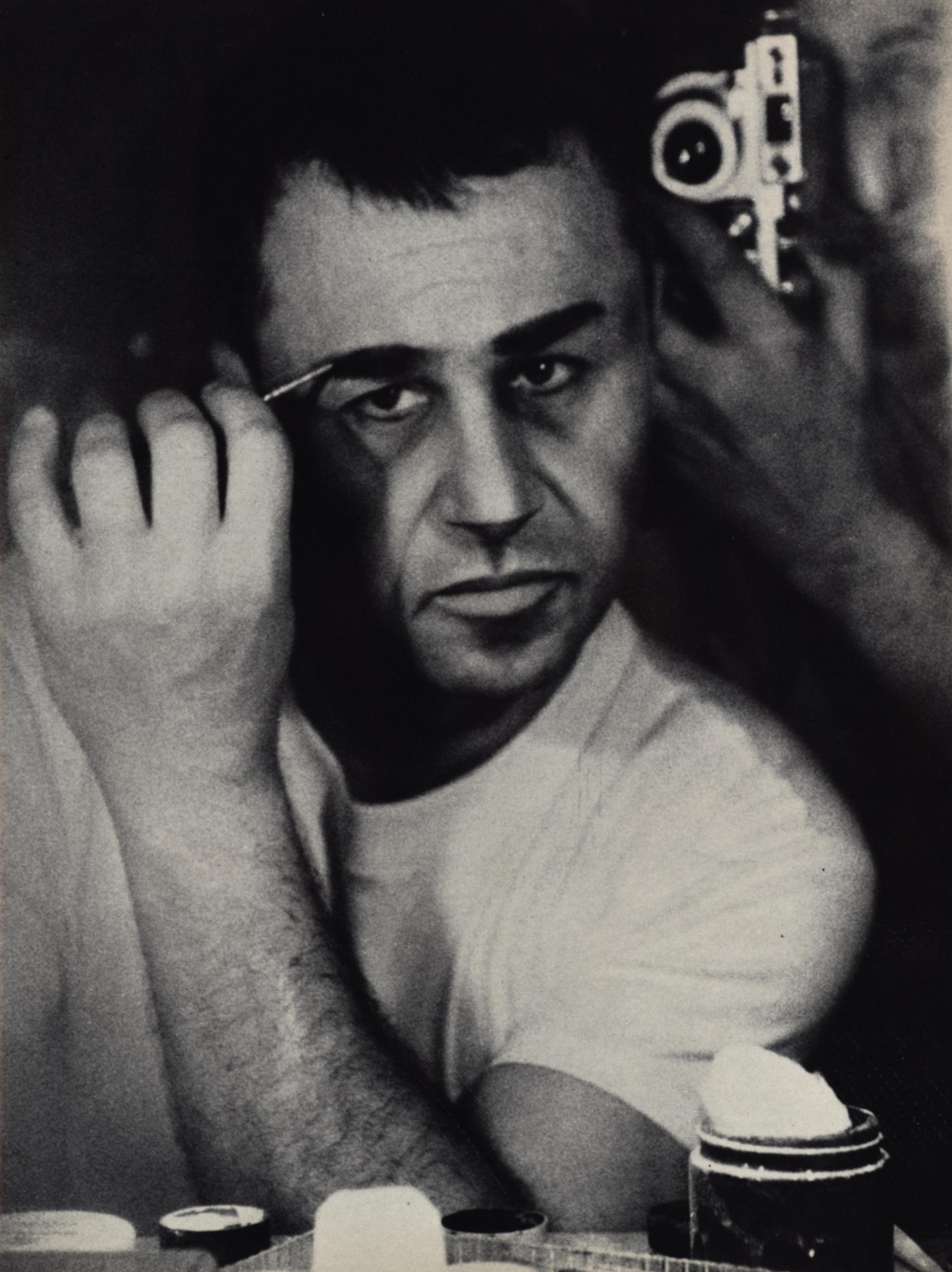
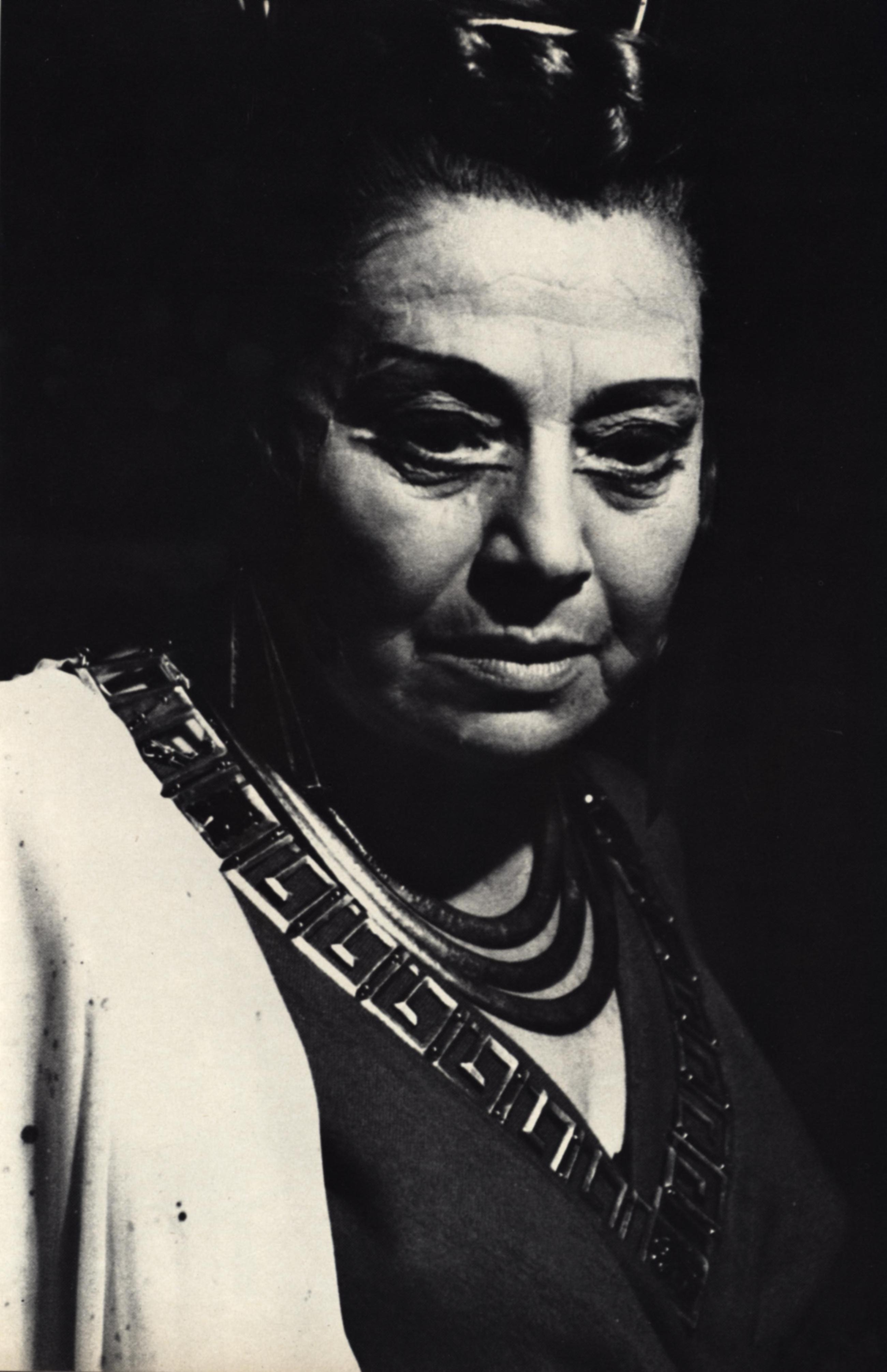
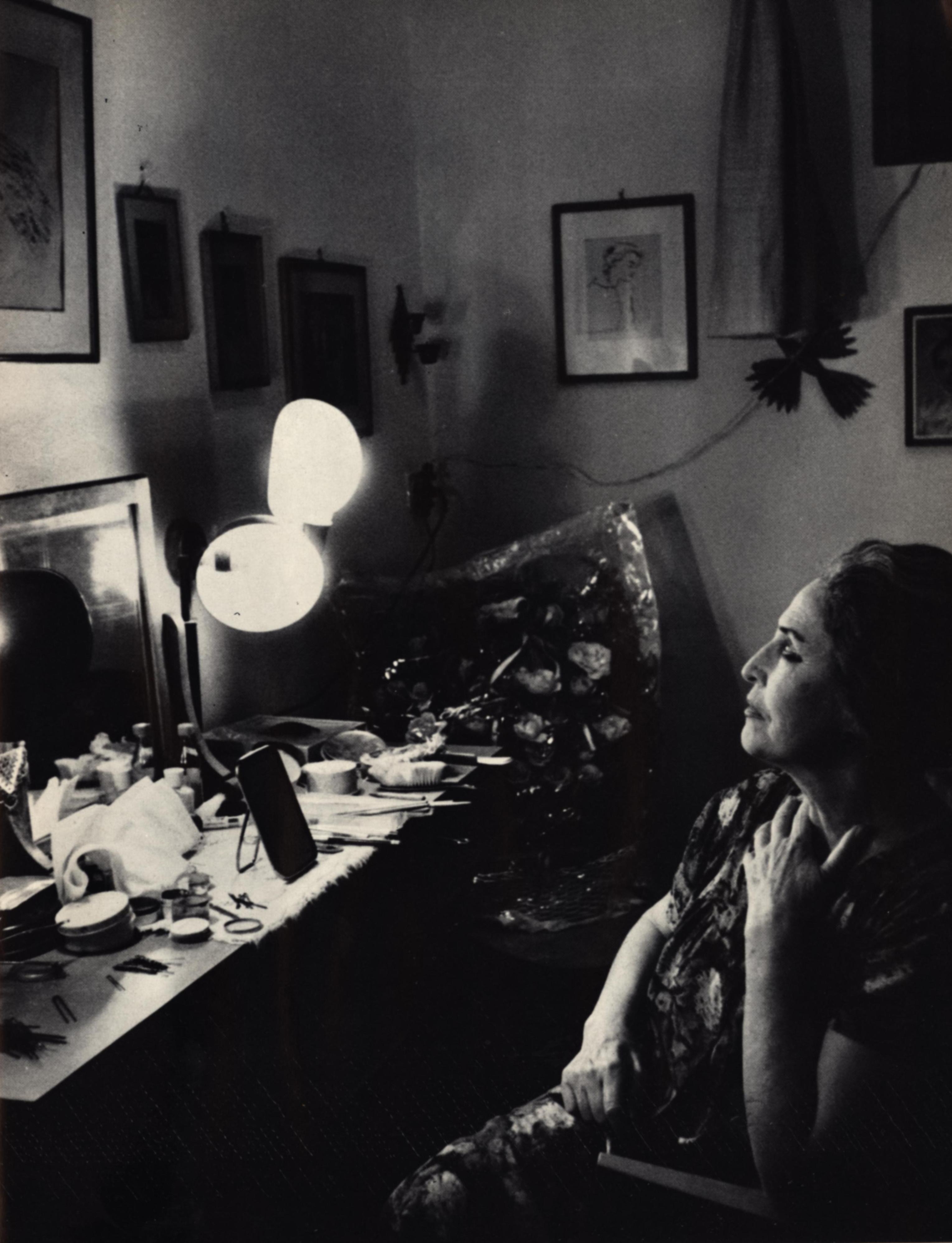